# William Wilson Saunders

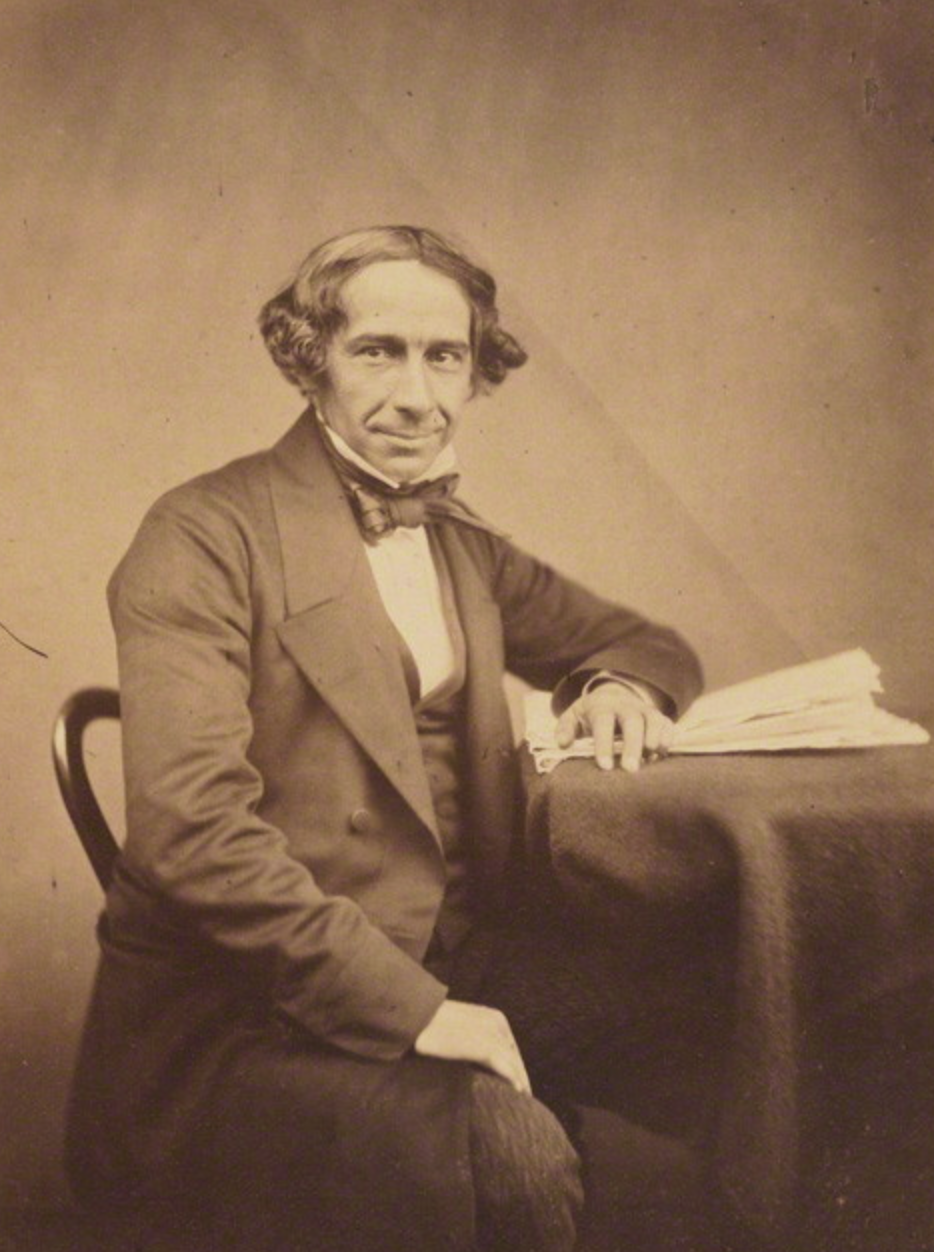
William Wilson Saunders

William Wilson Saunders  (* 4. Juni 1809 in Little London bei Wendover (Buckinghamshire); † 13. September 1879 in Worthington (Leicestershire)) war ein britischer Botaniker und Entomologe. Sein offizielles botanisches Autorenkürzel lautet „Saunders“.   

## Leben und Wirken
Sein Vater war Vikar in Kirtlington in Oxfordshire und Saunders wurde privat unterrichtet und an der Militärakademie der East India Company in Addiscombe. Danach war er Pionieroffizier und ging 1830 nach Indien. Nur ein Jahr später kehrte er zurück und ging in die Versicherungswirtschaft zunächst als Mitarbeiter seines späteren Schwiegervaters Joshua Saunders. Wie dieser war er Underwriter von Lloyd’s of London, war in deren Komitee und im Shipping Committee von Lloyds. Er hatte eine bedeutende Insektensammlung (besonders Schmetterlinge, Hautflügler), die von Francis Walker und anderen Entomologen (Insecta Saundersiana, 1850 bis 1869) beschrieben wurde. Seine Sammlung enthielt zahlreiche neue Arten und er sammelte auch Pflanzen, beschrieben in Refugium Botanicum (London, 1869 bis 1873) durch Botaniker wie Reichenbach und J. G. Baker. Es folgte 1871/72 Mycological Illustrations (mit Worthington G. Smith). Er war bekannt für seinen Garten in Reigate, wo er ab 1857 wohnte. In der Wirtschaftskrise 1873 erlebte seine Firma einen Niedergang und er musste seine Sammlungen verkaufen. Er zog daraufhin nach Worthington und widmete sich seinem Garten.
1841/42  und 1856/57 war er Präsident der Royal Entomological Society of London und 1861 bis 1873 Schatzmeister der Linnean Society of London, deren Fellow er ab 1833 war. Mehrere Jahre war er Vizepräsident der Royal Horticultural Society. Von ihm stammen rund 35 wissenschaftliche Veröffentlichungen.
Er war Fellow der Royal Society (1853).
Er war dreimal verheiratet.

## Ehrungen
Nach ihm benannt ist die Pflanzengattung Saundersia Rchb.f. aus der Familie der Orchideen.